# 12 Heures de Sebring 1991
Navigation
Édition précédente Édition suivante
Les 12 Heures de Sebring 1991 sont la 39e édition de l'épreuve et la 3e manche du championnat IMSA GT 1991. Elles ont été remportées le 16 mars 1991 par la Nissan no 83 de Geoff Brabham, Derek Daly et Gary Brabham.

## Circuit

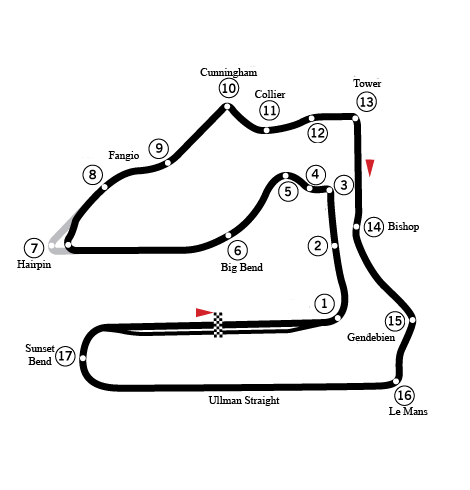
Le Sebring International Raceway, cadre des 12 Heures de Sebring 1991.

Les 12 Heures de Sebring 1991 se déroulent sur le Sebring International Raceway situé en Floride. Il est composé de deux longues lignes droites, séparées par des courbes rapides ainsi que quelques chicanes. Ce tracé a un grand passé historique car il est utilisé pour des courses automobiles depuis 1950. Ce circuit est célèbre car il a accueilli la Formule 1.

## Résultats

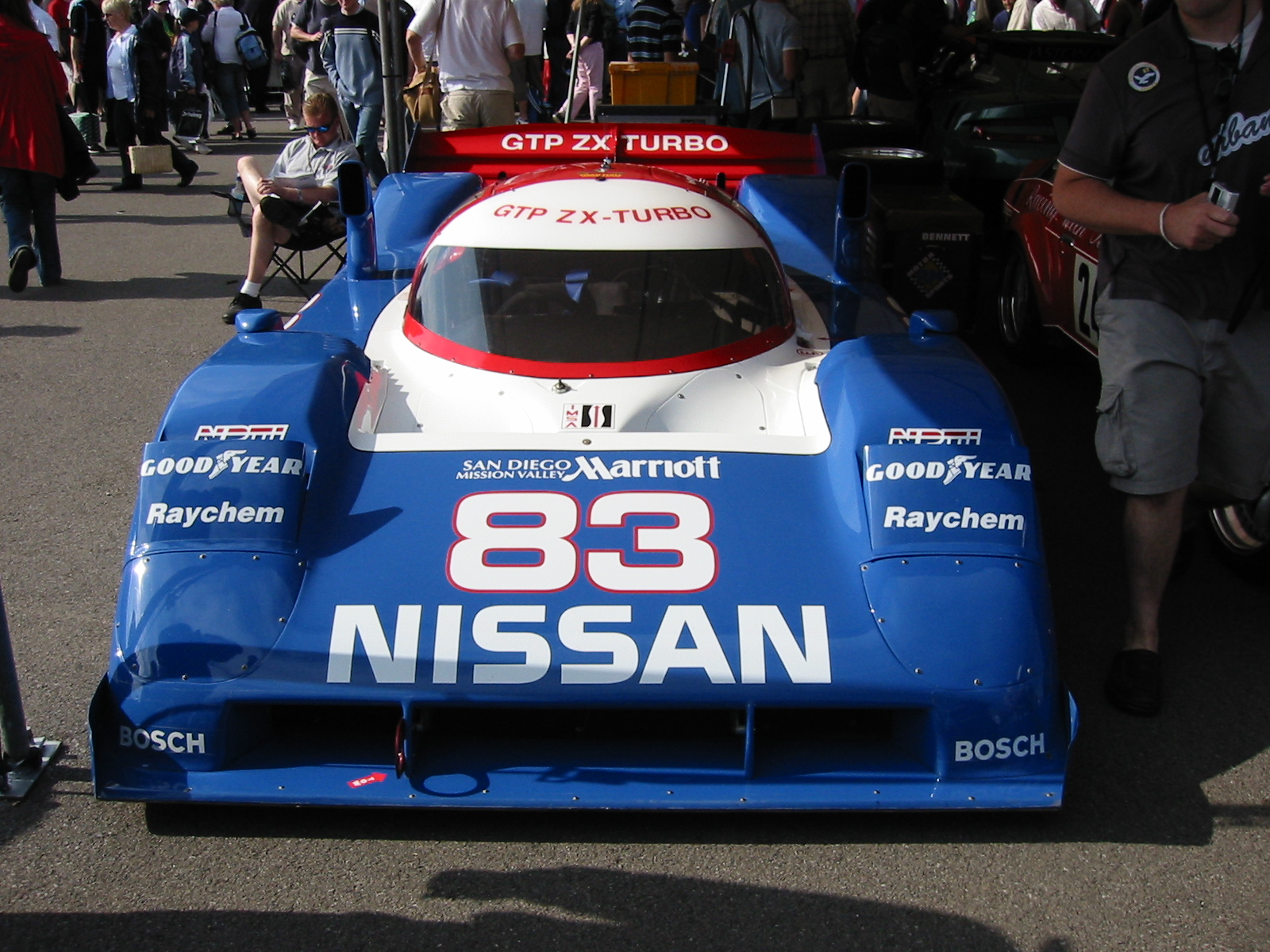
La Nissan NPT-90 vainqueur de Brabham/Daly/Brabham.

Voici le classement officiel au terme de la course.
- Les vainqueurs de chaque catégorie sont signalés par un fond jauni.
- Pour la colonne Pneus, il faut passer le curseur au-dessus du modèle pour connaître le manufacturier de pneumatiques.

| Pos    | Cat    | n° | Équipe                        | Pilotes                                                                  | Châssis                   | Pneus | Tours |
| Pos    | Cat    | n° | Équipe                        | Pilotes                                                                  | Moteur                    | Pneus | Tours |
| ------ | ------ | -- | ----------------------------- | ------------------------------------------------------------------------ | ------------------------- | ----- | ----- |
| 1      | GTP    | 83 | Nissan Performance Technology | Geoff Brabham Derek Daly Gary Brabham                                    | Nissan NPT-90 (en)        | G     | 298   |
| 1      | GTP    | 83 | Nissan Performance Technology | Geoff Brabham Derek Daly Gary Brabham                                    | Nissan 3.0L Turbo V6      | G     | 298   |
| 2      | GTP    | 84 | Nissan Performance Technology | Chip Robinson Bob Earl Julian Bailey                                     | Nissan NPT-90 (en)        | G     | 297   |
| 2      | GTP    | 84 | Nissan Performance Technology | Chip Robinson Bob Earl Julian Bailey                                     | Nissan 3.0L Turbo V6      | G     | 297   |
| 3      | GTP    | 6  | Joest Porsche Racing          | Bob Wollek Bernd Schnieder Massimo Sigala                                | Porsche 962C              | G     | 296   |
| 3      | GTP    | 6  | Joest Porsche Racing          | Bob Wollek Bernd Schnieder Massimo Sigala                                | Porsche 3.0L Turbo Flat-6 | G     | 296   |
| 4      | GTP    | 7  | Joest Porsche Racing          | Frank Jelinski Henri Pescarolo "John Winter"                             | Porsche 962C              | G     | 295   |
| 4      | GTP    | 7  | Joest Porsche Racing          | Frank Jelinski Henri Pescarolo "John Winter"                             | Porsche 3.0L Turbo Flat-6 | G     | 295   |
| 5      | GTP    | 3  | Bud Light/Jaguar Racing       | Davy Jones Raul Boesel John Nielsen                                      | Jaguar XJR-12D            | G     | 284   |
| 5      | GTP    | 3  | Bud Light/Jaguar Racing       | Davy Jones Raul Boesel John Nielsen                                      | Jaguar 6.5L V12           | G     | 284   |
| 6      | GTP    | 4  | Tom Milner Racing             | Brian Bonner Scott Sharp Jeff Kline                                      | Spice SE89P               | G     | 283   |
| 6      | GTP    | 4  | Tom Milner Racing             | Brian Bonner Scott Sharp Jeff Kline                                      | Chevrolet 6.0L V8         | G     | 283   |
| 7      | Lights | 8  | Essex Racing                  | Charles Morgan Jim Pace                                                  | Kudzu DG-1                | G     | 280   |
| 7      | Lights | 8  | Essex Racing                  | Charles Morgan Jim Pace                                                  | Buick 3.0L V6             | G     | 280   |
| 8      | GTO    | 15 | Roush Racing                  | Max Jones Robby Gordon                                                   | Ford Mustang              | G     | 279   |
| 8      | GTO    | 15 | Roush Racing                  | Max Jones Robby Gordon                                                   | Ford 6.0L V8              | G     | 279   |
| 9      | GTP    | 10 | Hotchkiss Racing              | Chris Cord Jim Adams John Hotchkiss                                      | Spice SE90P               | G     | 278   |
| 9      | GTP    | 10 | Hotchkiss Racing              | Chris Cord Jim Adams John Hotchkiss                                      | Pontiac 6.0L V8           | G     | 278   |
| 10     | GTP    | 30 | Momo/Gebhardt Racing          | Giampiero Moretti Hellmut Mundas Stanley Dickens                         | Porsche 962C              | G     | 277   |
| 10     | GTP    | 30 | Momo/Gebhardt Racing          | Giampiero Moretti Hellmut Mundas Stanley Dickens                         | Porsche 3.0L Turbo Flat-6 | G     | 277   |
| 11     | GTO    | 75 | Clayton Cunningham Racing     | Jeremy Dale Steve Millen (en) Johnny O'Connell                           | Nissan 300ZX              | Y     | 277   |
| 11     | GTO    | 75 | Clayton Cunningham Racing     | Jeremy Dale Steve Millen (en) Johnny O'Connell                           | Nissan 2.8L Turbo V6      | Y     | 277   |
| 12     | GTO    | 63 | Mazda USA                     | John O'Steen Price Cobb                                                  | Mazda RX-7                | G     | 284   |
| 12     | GTO    | 63 | Mazda USA                     | John O'Steen Price Cobb                                                  | Mazda 2.6L 4-rotor        | G     | 284   |
| 13     | GTO    | 12 | Roush Racing                  | Dorsey Schroeder John Fergus                                             | Ford Mustang              | G     | 271   |
| 13     | GTO    | 12 | Roush Racing                  | Dorsey Schroeder John Fergus                                             | Ford 6.0L V8              | G     | 271   |
| 14     | GTO    | 62 | Mazda USA                     | Calvin Fish Pete Halsmer John Morton                                     | Mazda RX-7                | G     | 270   |
| 14     | GTO    | 62 | Mazda USA                     | Calvin Fish Pete Halsmer John Morton                                     | Mazda 2.6L 4-rotor        | G     | 270   |
| 15     | Lights | 33 | Spice Engineering USA         | Almo Coppelli Jay Hill                                                   | Spice SE90P               | G     | 265   |
| 15     | Lights | 33 | Spice Engineering USA         | Almo Coppelli Jay Hill                                                   | Buick 3.0L V6             | G     | 265   |
| 16     | GTO    | 92 | Morrison Motorsports          | Andy Pilgrim R. K. Smith                                                 | Chevrolet Corvette ZR-1   | G     | 260   |
| 16     | GTO    | 92 | Morrison Motorsports          | Andy Pilgrim R. K. Smith                                                 | Chevrolet 5.7L V8         | G     | 260   |
| 17     | GTU    | 95 | Leitzinger Racing             | Bob Leitzinger David Loring                                              | Nissan 240SX              | T     | 257   |
| 17     | GTU    | 95 | Leitzinger Racing             | Bob Leitzinger David Loring                                              | Nissan 3.0L V6            | T     | 257   |
| 18 Abd | GTP    | 99 | All American Racers           | Juan Manuel Fangio II Willy T. Ribbs                                     | Eagle-Toyota HF90         | G     | 256   |
| 18 Abd | GTP    | 99 | All American Racers           | Juan Manuel Fangio II Willy T. Ribbs                                     | Toyota 2.1L Turbo I4      | G     | 256   |
| 19     | GTO    | 90 | Roush Racing                  | Jim Stevens James Jaeger Don Walker                                      | Ford Mustang              | G     | 250   |
| 19     | GTO    | 90 | Roush Racing                  | Jim Stevens James Jaeger Don Walker                                      | Ford 6.0L V8              | G     | 250   |
| 20     | GTU    | 26 | Alex Job Racing               | Alex Job Peter Kraft Jack Refenning                                      | Porsche 911               | G     | 247   |
| 20     | GTU    | 26 | Alex Job Racing               | Alex Job Peter Kraft Jack Refenning                                      | Porsche 3.2L Flat-6       | G     | 247   |
| 21     | Lights | 18 | Carlos Bobeda Racing          | Andy Evans George Robinson Carlos Bobeda                                 | Spice SE90P               | G     | 236   |
| 21     | Lights | 18 | Carlos Bobeda Racing          | Andy Evans George Robinson Carlos Bobeda                                 | Buick 3.0L V6             | G     | 236   |
| 22     | GTU    | 69 | North Coast Racing            | Brad Hoyt Leighton Reese                                                 | Mazda RX-7                | F     | 234   |
| 22     | GTU    | 69 | North Coast Racing            | Brad Hoyt Leighton Reese                                                 | Mazda 1.3L 2-rotor        | F     | 234   |
| 23     | GTU    | 82 | Greer Racing                  | Dick Greer Al Bacon Peter Uria                                           | Mazda RX-7                | G     | 232   |
| 23     | GTU    | 82 | Greer Racing                  | Dick Greer Al Bacon Peter Uria                                           | Mazda 1.3L 2-rotor        | G     | 232   |
| 24     | Lights | 54 | HDF Motorsports               | Michael Dow David Tennyson Ken Knott                                     | Spice SE89P               | G     | 227   |
| 24     | Lights | 54 | HDF Motorsports               | Michael Dow David Tennyson Ken Knott                                     | Buick 3.0L V6             | G     | 227   |
| 25 Abd | GTP    | 24 | John Shapiro                  | James Weaver John Paul Jr.                                               | Porsche 962 GTi           | G     | 218   |
| 25 Abd | GTP    | 24 | John Shapiro                  | James Weaver John Paul Jr.                                               | Porsche 3.0L Turbo Flat-6 | G     | 218   |
| 26     | GTU    | 57 | Kryderacing                   | Reed Kryder Frank Del Vecchio Joe Danaher                                | Nissan 240SX              | G     | 207   |
| 26     | GTU    | 57 | Kryderacing                   | Reed Kryder Frank Del Vecchio Joe Danaher                                | Nissan 3.0L V6            | G     | 207   |
| 27 Abd | Lights | 48 | Comptech Racing               | Parker Johnstone Doug Peterson                                           | Spice SE90P               | BF    | 204   |
| 27 Abd | Lights | 48 | Comptech Racing               | Parker Johnstone Doug Peterson                                           | Acura 3.0L V6             | BF    | 204   |
| 28     | GTO    | 04 | Henry Brosnaham               | Henry Brosnaham Steve Roberts Bobby Scolo Paul Mazzacane Richard Andison | Chevrolet Camaro          | G     | 166   |
| 28     | GTO    | 04 | Henry Brosnaham               | Henry Brosnaham Steve Roberts Bobby Scolo Paul Mazzacane Richard Andison | Chevrolet 5.9L V8         | G     | 166   |
| 29 Abd | GTP    | 5  | Tom Milner Racing             | Tim McAdam Jeff Purner Fred Phillips                                     | Spice SE89P               | G     | 165   |
| 29 Abd | GTP    | 5  | Tom Milner Racing             | Tim McAdam Jeff Purner Fred Phillips                                     | Chevrolet 6.0L V8         | G     | 165   |
| 30 Abd | Lights | 80 | Bieri Racing                  | Ruggero Melgrati Martino Finotto Fermín Vélez                            | Spice SE89P               | G     | 147   |
| 30 Abd | Lights | 80 | Bieri Racing                  | Ruggero Melgrati Martino Finotto Fermín Vélez                            | Ferrari 3.0L V8           | G     | 147   |
| 31 Abd | GTU    | 37 | Botero Racing                 | Rob Wilson Felipe Solano Francisco López Honorato Espinosa               | Mazda MX-6                | Y     | 140   |
| 31 Abd | GTU    | 37 | Botero Racing                 | Rob Wilson Felipe Solano Francisco López Honorato Espinosa               | Mazda 1.3L 2-rotor        | Y     | 140   |
| 32 Abd | Lights | 40 | Bieri Racing                  | Uli Bieri John Graham                                                    | Alba AR2                  | G     | 138   |
| 32 Abd | Lights | 40 | Bieri Racing                  | Uli Bieri John Graham                                                    | Ferrari 3.0L V8           | G     | 138   |
| 33 Abd | GTO    | 91 | Morrison Motorsports          | Scott Hayter Scott Lagasse Don Knowles                                   | Chevrolet Corvette ZR-1   | G     | 134   |
| 33 Abd | GTO    | 91 | Morrison Motorsports          | Scott Hayter Scott Lagasse Don Knowles                                   | Chevrolet 5.7L V8         | G     | 134   |
| 34 Abd | Lights | 9  | Essex Racing                  | Tom Hessert Costas Los                                                   | Kudzu DG-1                | G     | 128   |
| 34 Abd | Lights | 9  | Essex Racing                  | Tom Hessert Costas Los                                                   | Buick 3.0L V6             | G     | 128   |
| 35 Abd | GTU    | 94 | Guy W. Church                 | E. J. Generotti Paul Tavilla Guy W. Church                               | Mazda RX-7                | G     | 113   |
| 35 Abd | GTU    | 94 | Guy W. Church                 | E. J. Generotti Paul Tavilla Guy W. Church                               | Mazda 1.3L 2-rotor        | G     | 113   |
| 36 Abd | GTO    | 53 | Bill McDill                   | Richard McDill Bill McDill                                               | Chevrolet Camaro          | Y     | 112   |
| 36 Abd | GTO    | 53 | Bill McDill                   | Richard McDill Bill McDill                                               | Chevrolet 6.0L V8         | Y     | 112   |
| 37 Abd | GTU    | 72 | Jay Kjoller Motorsports       | Jay Kjoller Patrick Mooney Steve Volk                                    | Porsche 911               | G     | 108   |
| 37 Abd | GTU    | 72 | Jay Kjoller Motorsports       | Jay Kjoller Patrick Mooney Steve Volk                                    | Porsche 3.2L Flat-6       | G     | 108   |
| 38 Abd | GTU    | 41 | Red Line Racing               | David Russell, Jr. Michael Graham Cameron Worth                          | BMW 325i                  | G     | 103   |
| 38 Abd | GTU    | 41 | Red Line Racing               | David Russell, Jr. Michael Graham Cameron Worth                          | BMW 2.8L I6               | G     | 103   |
| 39 Abd | GTP    | 98 | All American Racers           | Rocky Moran Andy Wallace                                                 | Eagle-Toyota HF90         | G     | 82    |
| 39 Abd | GTP    | 98 | All American Racers           | Rocky Moran Andy Wallace                                                 | Toyota 2.1L Turbo I4      | G     | 82    |
| 40 Abd | Lights | 09 | R. J. Racing                  | Tommy Johnson Bob Robertson John Sheldon                                 | Tiga GC287                | G     | 82    |
| 40 Abd | Lights | 09 | R. J. Racing                  | Tommy Johnson Bob Robertson John Sheldon                                 | Buick 3.0L V6             | G     | 82    |
| 41 Abd | GTO    | 87 | Powertron                     | Anthony Puloe John Annis Tom Panaggio Tom Walsh                          | Chevrolet Camaro          | G     | 75    |
| 41 Abd | GTO    | 87 | Powertron                     | Anthony Puloe John Annis Tom Panaggio Tom Walsh                          | Chevrolet 6.0L V8         | G     | 75    |
| 42 Abd | GTP    | 21 | Alucraft                      | Hurley Haywood René Herzog Wayne Taylor Daniel Müller                    | Porsche 962               | G     | 70    |
| 42 Abd | GTP    | 21 | Alucraft                      | Hurley Haywood René Herzog Wayne Taylor Daniel Müller                    | Porsche 3.0L Turbo Flat-6 | G     | 70    |
| 43 Abd | GTU    | 96 | Leitzinger Racing             | Bob Leitzinger Chuck Kurtz Butch Leitzinger                              | Nissan 240SX              | T     | 52    |
| 43 Abd | GTU    | 96 | Leitzinger Racing             | Bob Leitzinger Chuck Kurtz Butch Leitzinger                              | Nissan 3.0L V6            | T     | 52    |
| 44 Abd | GTO    | 76 | Clayton Cunningham Racing     | Johnny O'Connell Jeremy Dale Steve Millen (en)                           | Nissan 300ZX              | Y     | 33    |
| 44 Abd | GTO    | 76 | Clayton Cunningham Racing     | Johnny O'Connell Jeremy Dale Steve Millen (en)                           | Nissan 3.0L Turbo V6      | Y     | 33    |
| 45 Abd | GTP    | 05 | Tom Milner Racing             | Craig Carter Les Delano Andy Petery                                      | Fabcar GTP                | G     | 75    |
| 45 Abd | GTP    | 05 | Tom Milner Racing             | Craig Carter Les Delano Andy Petery                                      | Chevrolet 6.0L V8         | G     | 75    |
| 46 Abd | GTO    | 52 | Ken Bupp                      | Robert Peters Ken Bupp                                                   | Chevrolet Camaro          | G     | 3     |
| 46 Abd | GTO    | 52 | Ken Bupp                      | Robert Peters Ken Bupp                                                   | Chevrolet 5.9L V8         | G     | 3     |
| Np     | GTP    | 2  | Bud Light/Jaguar Racing       | Davy Jones Ken Acheson Raul Boesel                                       | Jaguar XJR-12D            | G     | -     |
| Np     | GTP    | 2  | Bud Light/Jaguar Racing       | Davy Jones Ken Acheson Raul Boesel                                       | Jaguar 6.5L V12           | G     | -     |
| Dnq    | GTO    | 17 | Beckett Racing                | Don Beckett Scott Lieb Robert McElheny                                   | Chevrolet Corvette C4     |       | -     |
| Dnq    | GTO    | 17 | Beckett Racing                | Don Beckett Scott Lieb Robert McElheny                                   | Chevrolet V8              |       | -     |
| Dnq    | GTO    | 06 | HiTex Corp.                   | Oma Kimbrough Mark Montgomery Hoyt Overbagh                              | Chevrolet Camaro          | G     | -     |
| Dnq    | GTO    | 06 | HiTex Corp.                   | Oma Kimbrough Mark Montgomery Hoyt Overbagh                              | Chevrolet 5.9L V8         | G     | -     |

- Meilleur tour en course: Bob Wollek, 1 min 51 s 120